# 梅尔施
梅尔施（德語：Mersch，[mɛʁʃ]，[mɛʁʃ]，[ˈmiːɐ̯ʃ] ⓘ）是卢森堡中部的一个市镇，是梅尔施县的首府。梅尔施是阿尔泽特河、马默河和艾施河的交汇处。